# 拟水晶兰属
拟水晶兰属（学名：Cheilotheca）是水晶兰科下的一个属，为肉质、腐生草本植物。
此屬內的許多種與假水晶蘭屬（Monotropastrum）下的種為同種異名。